# Demokraterna (Italien)
Demokraterna (italienska: I Democratici, DEMO) var ett politiskt parti i Italien som startades upp och leddes av Romano Prodi 1998. Partiet grundades formellt den 27 februari 1999 och upplöstes den 24 mars 2002. Partiet ersattes av Prästkragen.